# Schwimm- und Sportverein Ulm 1846 1998-1999
Questa voce raccoglie le informazioni riguardanti il Schwimm- und Sportverein Ulm 1846 nelle competizioni ufficiali della stagione 1998-1999.

## Stagione
Nella stagione 1998-1999 l'Ulm, allenato da Ralf Rangnick, Rolf Baumann e Martin Andermatt, concluse il campionato di 2. Bundesliga al 3º posto e fu promosso in Bundesliga. In Coppa di Germania l'Ulm fu eliminato al primo turno dal Carl Zeiss Jena.

## Rosa
| N. |                     | Ruolo | Calciatore       |
| -- | ------------------- | ----- | ---------------- |
| 1  | Germania (bandiera) | P     | Philipp Laux     |
| 2  | Germania (bandiera) | D     | Marco Konrad     |
| 3  | Germania (bandiera) | D     | Frank Kinkel     |
| 4  | Germania (bandiera) | D     | Joachim Stadler  |
| 5  | Germania (bandiera) | D     | Rainer Widmayer  |
| 6  | Germania (bandiera) | C     | Oliver Otto      |
| 7  | Germania (bandiera) | C     | Markus Pleuler   |
| 8  | Ungheria (bandiera) | D     | Tamás Bódog      |
| 9  | Germania (bandiera) | A     | Fritz Walter     |
| 10 | Polonia (bandiera)  | C     | Janusz Góra      |
| 11 | Serbia (bandiera)   | A     | Dragan Trkulja   |
| 13 | Senegal (bandiera)  | A     | Miguel Coulibaly |
| 14 | Croazia (bandiera)  | C     | Dragan Buterin   |

| N. |                      | Ruolo | Calciatore      |
| -- | -------------------- | ----- | --------------- |
| 15 | Germania (bandiera)  | D     | Oliver Unsöld   |
| 16 | Germania (bandiera)  | C     | Thomas Motzke   |
| 19 | Germania (bandiera)  | C     | Bernd Maier     |
| 20 | Germania (bandiera)  | A     | Sascha Rösler   |
| 21 | Croazia (bandiera)   | A     | Neno Rogosic    |
| 23 | Australia (bandiera) | A     | David Zdrilić   |
| 24 | Slovenia (bandiera)  | C     | Simon Sešlar    |
| 25 | Germania (bandiera)  | C     | Ralf Zimmermann |
| 29 | Germania (bandiera)  | D     | Klaus Mirwald   |
| 30 | Germania (bandiera)  | P     | Holger Betz     |
| 34 | Germania (bandiera)  | P     | Steffen Schmutz |
|    | Germania (bandiera)  | D     | Torsten Menck   |
|    | Croazia (bandiera)   | D     | Ivica Pirić     |

## Organigramma societario
Area tecnica
- Allenatore: Martin Andermatt
- Allenatore in seconda: Rolf Baumann
- Preparatore dei portieri: Ralf Santelli
- Preparatori atletici:

## Calciomercato

### Sessione estiva
| Acquisti | Acquisti           | Acquisti    | Acquisti |
| R.       | Nome               | da          | Modalità |
| -------- | ------------------ | ----------- | -------- |
| A        | David Zdrilić      | Lucerna     |          |
| P        | Holger Betz        | Ulma II     |          |
| D        | Cyril L'Helgouac'h | Angers      |          |
| D        | Ivica Pirić        | RNK Spalato |          |
| C        | Simon Sešlar       | Celje       |          |

| Cessioni | Cessioni              | Cessioni       | Cessioni |
| R.       | Nome                  | a              | Modalità |
| -------- | --------------------- | -------------- | -------- |
| D        | Cyril L'Helgouac'h    | Mansfield Town |          |
| C        | Christos Papadopoulos | VfR Mannheim   |          |

### Sessione invernale
| Acquisti | Acquisti      | Acquisti   | Acquisti |
| R.       | Nome          | da         | Modalità |
| -------- | ------------- | ---------- | -------- |
| D        | Klaus Mirwald | Reutlingen |          |

| Cessioni | Cessioni | Cessioni | Cessioni |
| R.       | Nome     | a        | Modalità |
| -------- | -------- | -------- | -------- |

## Risultati

### 2. Bundesliga

#### Girone di andata
| Arbitro: | Kemmling |

|                        |           |  |
| Unsöld 49’ Zdrilić 74’ | Marcatori |  |

| Arbitro: | Hufgard |

|           |           |                             |
| Krieg 85’ | Marcatori | 64’ Otto 90’ (rig.) Trkulja |

| Arbitro: | Wagner |

|                                                            |           |                                   |
| Bódog 11’ Trkulja 17’, 70’ Góra 57’ Sešlar 76’ Rogosic 89’ | Marcatori | 27’ (rig.) Labbadia 64’ Rydlewicz |

| Arbitro: | Blumenstein |

|               |           |             |
| Hauptmann 84’ | Marcatori | 22’ Pleuler |

| Arbitro: | Margenberg |

|                                  |           |             |
| Unsöld 37’ Bódog 40’ Trkulja 55’ | Marcatori | 80’ Seifert |

| Arbitro: | Friedrichs |

|           |           |          |
| Linke 88’ | Marcatori | 34’ Otto |

| Arbitro: | Ortola-Knopp |

|             |           |             |
| Bozinov 48’ | Marcatori | 71’ Rogosic |

| Arbitro: | Anklam |

|                                   |           |                             |
| Trkulja 12’, 71’ Zdrilić 27’, 56’ | Marcatori | 2’ Policella 86’ Herzberger |

| Arbitro: | Gettke |

|  |           |             |
|  | Marcatori | 35’ Trkulja |

| Arbitro: | Haupt |

|                               |           |                     |
| Trkulja 4’ (rig.), 90’ (rig.) | Marcatori | 29’ Rath 52’ Wuttke |

| Arbitro: | Wack |

|                  |           |                      |
| Pröpper 48’, 73’ | Marcatori | 16’ Zdrilić 75’ Góra |

| Arbitro: | Sippel |

|                                    |           |                                    |
| Zdrilić 16’ Kinkel 61’ Trkulja 75’ | Marcatori | 5’ Younga-Mouhani 39’, 70’ Brdarić |

| Arbitro: | Schößling |

|               |           |                                    |
| Nehrbauer 89’ | Marcatori | 53’ Rösler 58’ Trkulja 86’ Buterin |

| Arbitro: | Meyer |

|                      |           |                            |
| Zdrilić 74’ Góra 81’ | Marcatori | 45’ Vossen 58’ van der Ven |

| Arbitro: | Gagelmann |

|            |           |                         |
| Sailer 38’ | Marcatori | 59’ Zdrilić 66’ Trkulja |

| Arbitro: | Fandel |

|                          |           |  |
| Coulibaly 81’ Rösler 90’ | Marcatori |  |

| Arbitro: | Keßler |

|                          |           |  |
| van Lent 80’, 83’ (rig.) | Marcatori |  |

#### Girone di ritorno
| Arbitro: | Aust |

|  |           |                                  |
|  | Marcatori | 22’ Zdrilić 37’ Trkulja 84’ Góra |

| Arbitro: | Wendorf |

|           |           |                                                |
| Bódog 73’ | Marcatori | 45’, 70’ Buchwald 53’, 85’ Fährmann 90’ Kienle |

| Arbitro: | Steinborn |

|                                                           |           |  |
| Labbadia 32’ (rig.), 65’ Böhme 59’ Maul 62’ Rydlewicz 78’ | Marcatori |  |

| Arbitro: | Werthmann |

|                      |           |                      |
| Góra 62’ Zdrilić 70’ | Marcatori | 13’ Rösele 22’ Voigt |

| Arbitro: | Meyer |

|                       |           |  |
| Seifert 53’ Seitz 83’ | Marcatori |  |

| Arbitro: | Perl |

|          |           |           |
| Góra 88’ | Marcatori | 56’ Blank |

| Arbitro: | Gagelmann |

|             |           |                  |
| Trkulja 44’ | Marcatori | 64’ (rig.) Meyer |

| Arbitro: | Hufgard |

|            |           |               |
| Kramny 34’ | Marcatori | 67’ Coulibaly |

| Arbitro: | Gettke |

|                                                |           |           |
| Unsöld 35’ Dammann 45’ (aut.) Zdrilić 73’, 84’ | Marcatori | 32’ Marin |

| Arbitro: | Scheppe |

|                                  |           |  |
| Bittencourt 6’ Heidrich 56’, 76’ | Marcatori |  |

| Arbitro: | Sippel |

|                        |           |  |
| Scheinhardt 23’ (aut.) | Marcatori |  |

| Arbitro: | Schütz |

|                      |           |                      |
| Brdarić 53’ Renn 85’ | Marcatori | 21’ Góra 47’ Pleuler |

| Arbitro: | Wack |

|                                      |           |                                |
| Góra 20’, 61’, 90’ (rig.) Unsöld 84’ | Marcatori | 19’ Katemann 89’ Dobrovol'skij |

| Arbitro: | Blumenstein |

|                    |           |                   |
| Kaul 36’ Fiore 80’ | Marcatori | 32’ (aut.) Vander |

| Arbitro: | Hilmes |

|                                 |           |                            |
| Zdrilić 4’ Rösler 50’ Maier 80’ | Marcatori | 18’ Marić 89’ (aut.) Maier |

| Arbitro: | Kinhöfer |

|  |           |                                |
|  | Marcatori | 66’ (aut.) Ćurko 71’ Coulibaly |

| Ulma 17 giugno 1999, ore 19:00 CEST 34ª giornata | Ulma     | 0 – 0 referto | Greuther Fürth | Donaustadion (19 000 spett.)\| Arbitro: \| Dardenne \| |
| Arbitro:                                         | Dardenne |               |                |                                                        |

### Coppa di Germania
| Arbitro: | Schößling |

|            |           |  |
| Hauser 50’ | Marcatori |  |

## Statistiche

### Statistiche di squadra
| Competizione      | Punti | In casa | In casa | In casa | In casa | In casa | In casa | In trasferta | In trasferta | In trasferta | In trasferta | In trasferta | In trasferta | Totale | Totale | Totale | Totale | Totale | Totale | DR  |
| Competizione      | Punti | G       | V       | N       | P       | Gf      | Gs      | G            | V            | N            | P            | Gf           | Gs           | G      | V      | N      | P      | Gf     | Gs     | DR  |
| ----------------- | ----- | ------- | ------- | ------- | ------- | ------- | ------- | ------------ | ------------ | ------------ | ------------ | ------------ | ------------ | ------ | ------ | ------ | ------ | ------ | ------ | --- |
| 2. Bundesliga     | 58    | 17      | 9       | 7       | 1       | 41      | 26      | 17           | 6            | 6            | 5            | 22           | 25           | 34     | 15     | 13     | 6      | 63     | 51     | +12 |
| Coppa di Germania | -     | 0       | 0       | 0       | 0       | 0       | 0       | 1            | 0            | 0            | 1            | 0            | 1            | 1      | 0      | 0      | 1      | 0      | 1      | -1  |
| Totale            | 58    | 17      | 9       | 7       | 1       | 41      | 26      | 18           | 6            | 6            | 6            | 22           | 26           | 35     | 15     | 13     | 7      | 63     | 52     | +11 |

### Andamento in campionato
| Giornata  | 1 | 2 | 3 | 4 | 5 | 6 | 7 | 8 | 9 | 10 | 11 | 12 | 13 | 14 | 15 | 16 | 17 | 18 | 19 | 20 | 21 | 22 | 23 | 24 | 25 | 26 | 27 | 28 | 29 | 30 | 31 | 32 | 33 | 34 |
| --------- | - | - | - | - | - | - | - | - | - | -- | -- | -- | -- | -- | -- | -- | -- | -- | -- | -- | -- | -- | -- | -- | -- | -- | -- | -- | -- | -- | -- | -- | -- | -- |
| Luogo     | C | T | C | T | C | T | T | C | T | C  | T  | C  | T  | C  | T  | C  | T  | T  | C  | T  | C  | T  | C  | C  | T  | C  | T  | C  | T  | C  | T  | C  | T  | C  |
| Risultato | V | V | V | N | V | N | N | V | V | N  | N  | N  | V  | N  | V  | V  | P  | V  | P  | P  | N  | P  | N  | N  | N  | V  | P  | V  | N  | V  | P  | V  | V  | N  |
| Posizione | 2 | 1 | 1 | 1 | 1 | 1 | 1 | 1 | 1 | 1  | 2  | 4  | 1  | 3  | 1  | 1  | 1  | 1  | 1  | 4  | 4  | 5  | 5  | 6  | 5  | 4  | 7  | 5  | 6  | 4  | 3  | 3  | 3  | 3  |

Legenda:

Luogo: C = Casa; T = Trasferta. Risultato: V = Vittoria; N = Pareggio; P = Sconfitta.

### Statistiche dei giocatori
!! colspan="4" | Totale

| Giocatore     | 2. Bundesliga | 2. Bundesliga | 2. Bundesliga | 2. Bundesliga | Coppa di Germania H. Betz | Coppa di Germania H. Betz | Coppa di Germania H. Betz | Coppa di Germania H. Betz | 0        | 0    | 0           | 0          | 0 | 0 | 0 | 0 | 0 | 0 | 0 | 0 |
| Giocatore     | Presenze      | Reti          | Ammonizioni   | Espulsioni    | Presenze                  | Reti                      | Ammonizioni               | Espulsioni                | Presenze | Reti | Ammonizioni | Espulsioni |   |   |   |   |   |   |   |   |
| D. Buterin    | 14            | 1             | 2             | 0             | 0                         | 0                         | 0                         | 0                         | 14       | 1    | 2           | 0          |   |   |   |   |   |   |   |   |
| T. Bódog      | 30            | 3             | 9             | 1             | 1                         | 0                         | 0                         | 0                         | 31       | 3    | 9           | 1          |   |   |   |   |   |   |   |   |
| M. Coulibaly  | 24            | 3             | 1             | 0             | 1                         | 0                         | 0                         | 0                         | 25       | 3    | 1           | 0          |   |   |   |   |   |   |   |   |
| J. Góra       | 33            | 10            | 4             | 0             | 1                         | 0                         | 0                         | 0                         | 34       | 10   | 4           | 0          |   |   |   |   |   |   |   |   |
| F. Kinkel     | 28            | 1             | 8             | 1             | 1                         | 0                         | 1                         | 0                         | 29       | 1    | 9           | 1          |   |   |   |   |   |   |   |   |
| M. Konrad     | 20            | 0             | 6             | 0             | 0                         | 0                         | 0                         | 0                         | 20       | 0    | 6           | 0          |   |   |   |   |   |   |   |   |
| P. Laux       | 34            | 0             | 2             | 0             | 1                         | 0                         | 0                         | 0                         | 35       | 0    | 2           | 0          |   |   |   |   |   |   |   |   |
| B. Maier      | 34            | 1             | 1             | 0             | 1                         | 0                         | 0                         | 0                         | 35       | 1    | 1           | 0          |   |   |   |   |   |   |   |   |
| T. Menck      | 0             | 0             | 0             | 0             | 0                         | 0                         | 0                         | 0                         | 0        | 0    | 0           | 0          |   |   |   |   |   |   |   |   |
| K. Mirwald    | 7             | 0             | 1             | 0             | 0                         | 0                         | 0                         | 0                         | 7        | 0    | 1           | 0          |   |   |   |   |   |   |   |   |
| T. Motzke     | 0             | 0             | 0             | 0             | 0                         | 0                         | 0                         | 0                         | 0        | 0    | 0           | 0          |   |   |   |   |   |   |   |   |
| O. Otto       | 23            | 2             | 5             | 0             | 1                         | 0                         | 0                         | 0                         | 24       | 2    | 5           | 0          |   |   |   |   |   |   |   |   |
| I. Pirić      | 0             | 0             | 0             | 0             | 0                         | 0                         | 0                         | 0                         | 0        | 0    | 0           | 0          |   |   |   |   |   |   |   |   |
| M. Pleuler    | 23            | 2             | 5             | 0             | 1                         | 0                         | 1                         | 0                         | 24       | 2    | 6           | 0          |   |   |   |   |   |   |   |   |
| N. Rogosic    | 12            | 2             | 1             | 0             | 0                         | 0                         | 0                         | 0                         | 12       | 2    | 1           | 0          |   |   |   |   |   |   |   |   |
| S. Rösler     | 27            | 3             | 6             | 1             | 0                         | 0                         | 0                         | 0                         | 27       | 3    | 6           | 1          |   |   |   |   |   |   |   |   |
| S. Schmutz    | 0             | 0             | 0             | 0             | 0                         | 0                         | 0                         | 0                         | 0        | 0    | 0           | 0          |   |   |   |   |   |   |   |   |
| S. Sešlar     | 17            | 1             | 3             | 0             | 1                         | 0                         | 0                         | 0                         | 18       | 1    | 3           | 0          |   |   |   |   |   |   |   |   |
| J. Stadler    | 29            | 0             | 5             | 0             | 1                         | 0                         | 0                         | 0                         | 30       | 0    | 5           | 0          |   |   |   |   |   |   |   |   |
| D. Trkulja    | 30            | 14            | 1             | 0             | 1                         | 0                         | 0                         | 0                         | 31       | 14   | 1           | 0          |   |   |   |   |   |   |   |   |
| O. Unsöld     | 32            | 4             | 7             | 1             | 1                         | 0                         | 0                         | 0                         | 33       | 4    | 7           | 1          |   |   |   |   |   |   |   |   |
| F. Walter     | 3             | 0             | 0             | 0             | 0                         | 0                         | 0                         | 0                         | 3        | 0    | 0           | 0          |   |   |   |   |   |   |   |   |
| R. Widmayer   | 19            | 0             | 4             | 0             | 1                         | 0                         | 0                         | 0                         | 20       | 0    | 4           | 0          |   |   |   |   |   |   |   |   |
| D. Zdrilić    | 33            | 12            | 4             | 1             | 1                         | 0                         | 0                         | 0                         | 34       | 12   | 4           | 1          |   |   |   |   |   |   |   |   |
| R. Zimmermann | 1             | 0             | 0             | 0             | 0                         | 0                         | 0                         | 0                         | 1        | 0    | 0           | 0          |   |   |   |   |   |   |   |   |